# بينو 101955
بينو 101955 (بالإنجليزية: 101955 Bennu) وَيُسمى أيضاً (1999 RQ36) هوَ كويكب من مجموعة كويكبات أبولو اكتشفَ في 11 سبتمبر 1999 بِواسطة بحث لنكولن عن الكويكبات القريبة من الأرض، وَيُعتبر هذا الكُويكب هوَ الهدف الأساسي لِبعثة أوزيريس-ركس والتي تَهدف لِجلب عينات من الكُويكب ثُم العودة إلى الأرض لدراستها عام 2023. يُعتبر كويكب بينو من الكُويكبات مُحتملة الاصطدام مع الأرض، حيثُ صُنف في جَدول المَخاطر في أعلى ثالث تصنيف حَسب مقياس بالميرو التقني لخطر الاصطدام.
يَبلغ مُتوسط قُطره حوالي 492 م (1,614 قدم؛ 0.306 ميل)، وَقد لوحظ بشكل كَبير بواسطة مقراب أرسيبو الكاشوفي وَشبكة ناسا لمراقبة الفضاء العميق.
كويكب بهذا الحجم يعتبر خطير جدا على الأرض ، وعلى الأخص أنه يقترب منا ليست مرة واحدة وإنما مرات ومرات. سمي بإسم بينو أحد معبودات قدماء المصريين.
وفقا للتخطيط تتم إعادة العينات من الكويكب بينو إلى الأرض في عام 2023.

وصلت المركبة الفضائية، التي أُطلقت في سبتمبر 2016، إلى الكويكب بعد عامين ورسمت خريطة لسطحه بالتفصيل، بحثًا عن مواقع محتملة لجمع العينات. سمح تحليل المدارات بحساب كتلة بينو وتوزيعها. في أكتوبر 2020، هبطت مركبة أوزيريس ريكس لفترة وجيزة وجمعت عينة من سطح الكويكب. تم إرجاع كبسولة تحتوي على العينة وهبطت على الأرض في سبتمبر 2023، مع استمرار توزيع العينة وتحليلها. في 15 مايو 2024، تم الإبلاغ عن لمحة عامة عن الدراسات التحليلية الأولية للعينات التي تم إرجاعها.

## احتمال التصادم مع الأرض
في المُتوسط أي كويكب ذو قطر 500 متر من المُتوقع أن يَصطدم مع الأرض كُل 130,000 سنة تَقريباً، حيثُ توقعت الدراسات الديناميكية التي أجرتها أندريا ميلاني بالتعاون مع الجِهات المُختصة في عام 2010 ثمان احتمالات لاصطدام كويكب بينو بالأرض بين عامي 2169 وَ 2199، وَيعتمد الاحتمال التراكمي للتصادم على الخصائص الفيزيائية للكويكب بينو، ولكن هذه الخصائص غير معروفة بشكل واضح حتى الآن، وَلكن الاحتمال التراكمي للكويكب لا يَتجاوز 0.071% في جميع الاحتمالات. وقد أشار الكُتاب والمؤلفين أنَّ التقييم الدقيق لاحتمالات تصادم كويكب بينو يَحتاج إلى نموذج مُفصل حولَ الشَكل بالإضافة إلى مُشاهدات أُخرى والتي من المُمكن الحُصول عليها إما بواسطة المركبات الفضائية أو من الأرض، وَذكروا أنَّ هذه المعلومات تُساعد في تحديد حَجم واتجاه تأثير ياركوفيسكي.
وَبعد نَشر النموذج المُفصل حولَ الشكل والقياسات الفَلكية لكويكب بينو والتي تم الحُصول عليها من الرادار في عام 1999 وَ2005 وَ2011، أصبحَ من المُمكن حِساب تأثير ياركوفيسكي وبالتالي وضع تقييم دقيق لاحتمالات التَصادم، واعتباراً من عام 2014 تَم وضع أفضل تقييم لاحتمال التَصادم حيثُ وجدَ أنَّ الاحتمال التراكمي يساوي 0.037% في الفترة ما بين 2175 وَ2196، وهذا يتوافق مع رَقم مقياس بالميرو التقني لخطر الاصطدام والذي يساوي −1.70.
وفي عام 2016 نَشر بعض العُلماء خوفهم من اصطدام كوكب بينو بكوكب الأرض بعد عدة سنوات في حال حدوث تغير ما في مداره عند الاقتراب من الأرض، حيثُ من المتوقع أن يمر الكويكب بين القمر والأرض حيث هنالك خوف من أن يتأثر مدار الكويكب بالجاذبية عندما يعبر المدار الأرضي ليشكل خطراً على الأرض، حيثُ قال دانتي لوريتا (أستاذ علم الكواكب في جامعة أريزونا بحديث مع صحيفة صندي تايمز: «إن مرور الكويكب بينو بين القمر والأرض سيؤدي إلى إضعاف مدار الكويكب ليضعه على مسار الأرض في وقت لاحق من هذا القرن، الأمر الذي يمكن أن يؤدي إلى حدوث معاناة هائلة وحالات موت كثيرة».

## البعثات الفضائية
اعتبرَ كويكب بينو 101955 عدة مَرات كَهدف للبعثات الفَضائية؛ وَذلك نظراً لانخفاض دلتا v المَطلوبة للوصول إليه من المدار الأرضي. وقد قامت ناسا يوم 8 سبتمبر 2016 بإطلاق مسبار أوسايرس-ركس نَحو هذا الكُويكب، وقال العلماء أنه يتوقع أن يصل إلى وجهته عام 2018 ليبدأ بعملية دراسة سطح الكويكب عن طريق فريق المهمة الذي سيعمل على تحليل البيانات الواردة إليه من المسبار أولاً بأول لمدة 6 أشهر، وأن يجمع موادًا من على سطح الكويكب يتوقع أنها تكونت خلال بدايات تكون النظام الشمسي؛ على أمل أن يتم إحضار هذه العينات إلى الأرض بواسطة كبسولة تنفصل من المسبار الفضائي وتعود عام 2023. يقوم المسبار أوزيريس-ركس بإلتقاط العينات من سطح الكويكب، ثم يتم احضارها في كبسولة إلى الأرض لإجراء البحوث عليها.

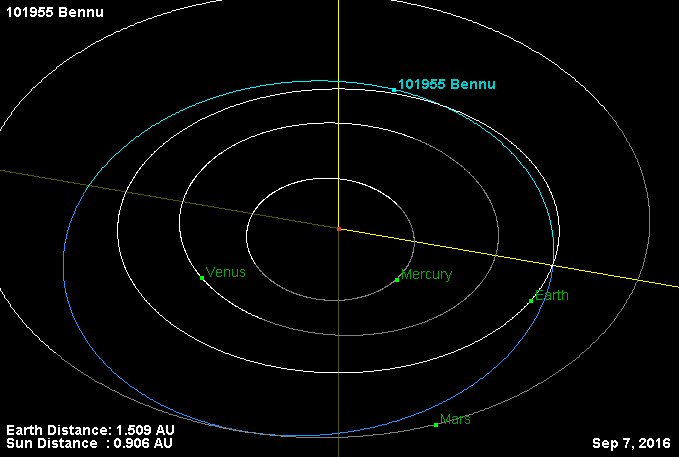
مدار الكويكب بينو (أزرق) حول الشمس وهو عموما بين مداري الأرض والمريخ ويقترب أحيانا من مدار الأرض وهذا يسبب خطرا لحدوث تصادمه مع الأرض في وقت ما وتكون له خطورة كبيرة على الأرض نظرا لضخامته نسبيا.

الإسمان طائر بينو و (أوسايرس) وهو في الحقيقة أوزيريس هما إسمان لمعبودين قديمين عند قدماء المصريين . تم اختيار ناسا لهذين الإسمين لأن المسبار أوزوريس-ركس يشبه في هيئته شكل الطائر المصري القديم بينو.

## التسمية

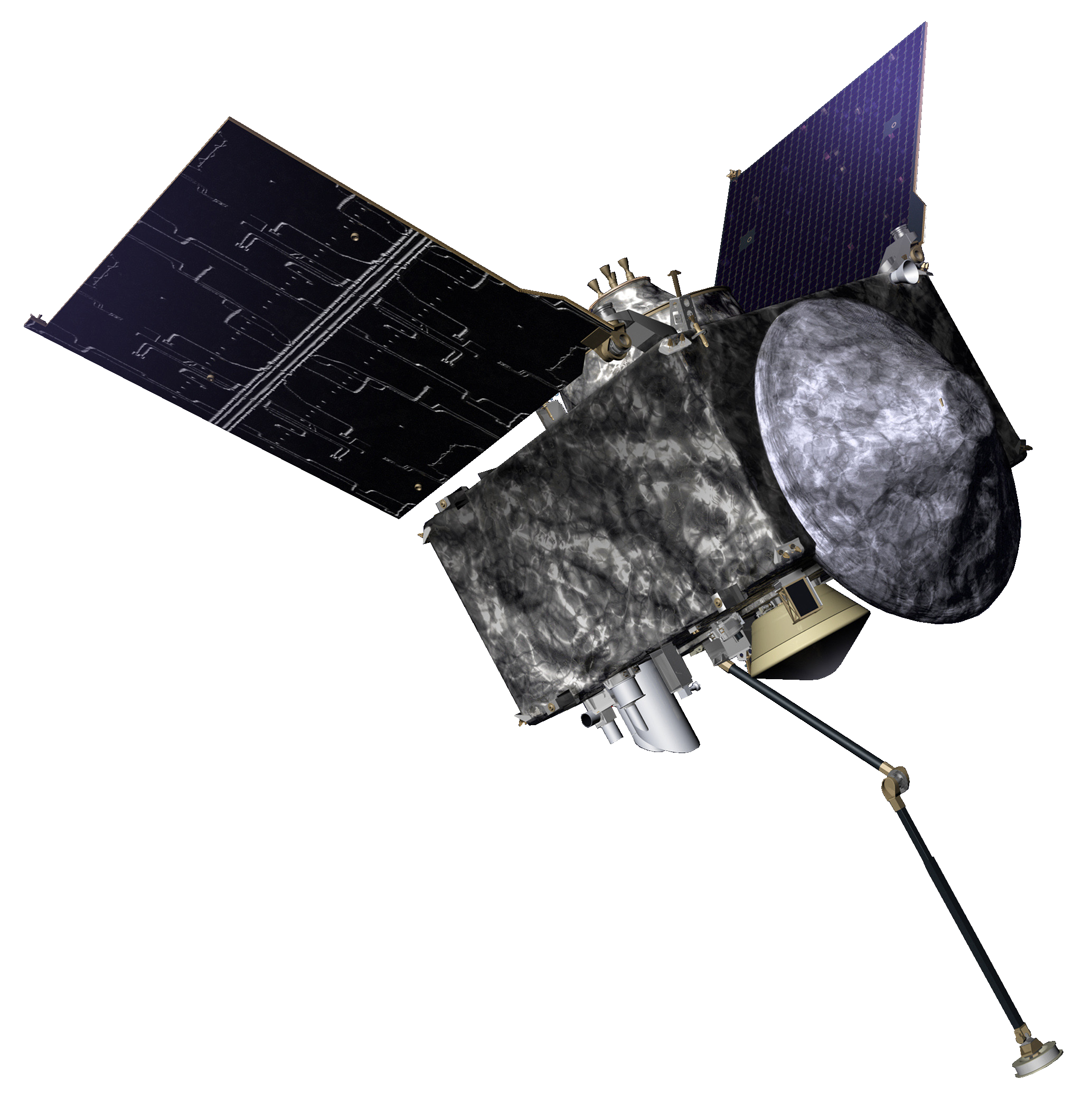
المسبار أوزوريس-ركس

تَم تسمية كويكب بينو بهذا الاسم مِن قبل مايكل بوزيو، وهو طالب في الصَف الثالث في كارولاينا الشمالية، وهو واحد من بين أكثر من ثمانية آلاف طالب من عدة دُول مُشاركين في برنامج «قُم بتسمية الكويكب!» (Name That Asteroid!) التابِع لِجامعة أريزونا وَالجمعية الكوكبية وَبحث لنكولن. يَعود أصل الاسم إلى الطَائر الأسطوري المِصري بينو، حيثُ يَعتقد بوزيو أنَّ المركبة الفضائية التي قامت باكتشافه تُشبه الطَير بينو.

## أوزيرس-ريكس

جمع العينات الناجح في أكتوبر 2020 يُظهر هبوط أوسايرس-ريكس على عينات موقع " نايتنجيل".

انطلقت مهمة أوزيرس-ريكس، التابعة لبرنامج "آفاق جديدة" التابع لناسا، نحو الكويكب 101955 بينو في 8 سبتمبر 2016. وفي 3 ديسمبر 2018، وصلت المركبة الفضائية إلى الكويكب بينو بعد رحلة استغرقت عامين. وبعد أسبوع في الاجتماع الخريفي للاتحاد الجيوفيزيائي الأمريكي أعلن الباحثون أن أوزيرس-ريكس قد اكتشف أدلة طيفية على وجود معادن مائية على سطح الكويكب، مما يعني وجود ماء سائل في الجسم الأم لبينو قبل انفصاله.
في 20 أكتوبر 2020، هبطت أوزيرس-ريكس على الكويكب و"انطلقت منه" بنجاح أثناء جمع عينة." في 7 أبريل 2021، أكملت مركبة أوزيرس-ريكس تحليقها الأخير فوق الكويكب وبدأت بالابتعاد عنه ببطء.
 وفي 10 مايو 2021، اكتملت عملية المغادرة، ولا تزال أوزيرس-ريكس قادرة على احتواء عينة الكويكب.<  2023.
أعادت أوزيرس-ريكس العينات إلى الأرض في عام 2023[ عبر كبسولة تم إنزالها بالمظلة إلى سطح الأرض في ولاية يوتا في 24 سبتمبر 2023.
بعد وقت قصير من استعادة حاوية العينة ونقلها إلى غرفة مٌحكمة الإغلاق في مركز جونسون للفضاء في هيوستن، تكساس، فُتح غطاء الحاوية. وعلق العلماء قائلين إنهم "عثروا على غبار أسود وحطام على سطح إلكترونيات الطيران لعلبة أوزيرس-ريكس العلمية" عند الفتح الأولي. ومن المخطط إجراء المزيد من الدراسات على العينات. وفي 11 أكتوبر 2023، فُتحت الكبسولة المستردة للكشف عن "نظرة أولى" على محتويات عينة الكويكب. وفي 13 ديسمبر 2023 أُبلغ عن دراسات أخرى للعينة المُعادة وكشفت عن جزيئات عضوية بالإضافة إلى مواد غير معروفة تتطلب المزيد من الدراسة للحصول على فكرة أفضل عن تركيبها وتكوينها. بلغ الوزن الإجمالي للمواد المُستردة 121.6 جرامًا (4.29 أونصة)، أي أكثر من ضعف هدف المهمة. وفي 15 مايو 2024، أُبلغ عن نظرة عامة على الدراسات التحليلية الأولية للعينات المُعادة.

## العينات المُعادة

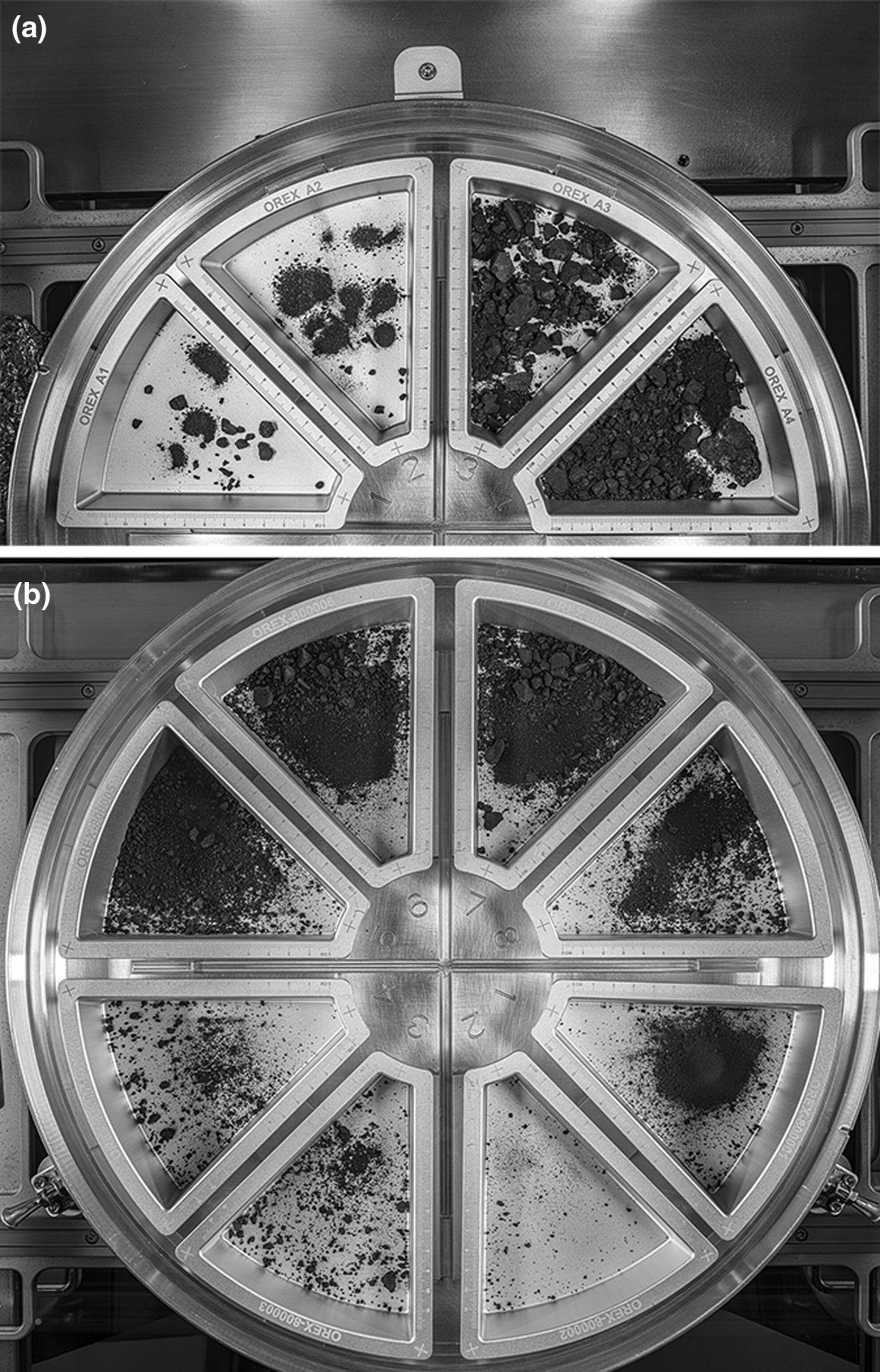
عينة بينو السائبة في صندوق العينات. (أ) عينة مأخوذة من أعلى غطاء المايلر (صينيتين على اليسار) وجُرفت من أسفله (صينيتين على اليمين). (ب) عينة صُبّت من جهاز TAGSAM في ثماني صواني.

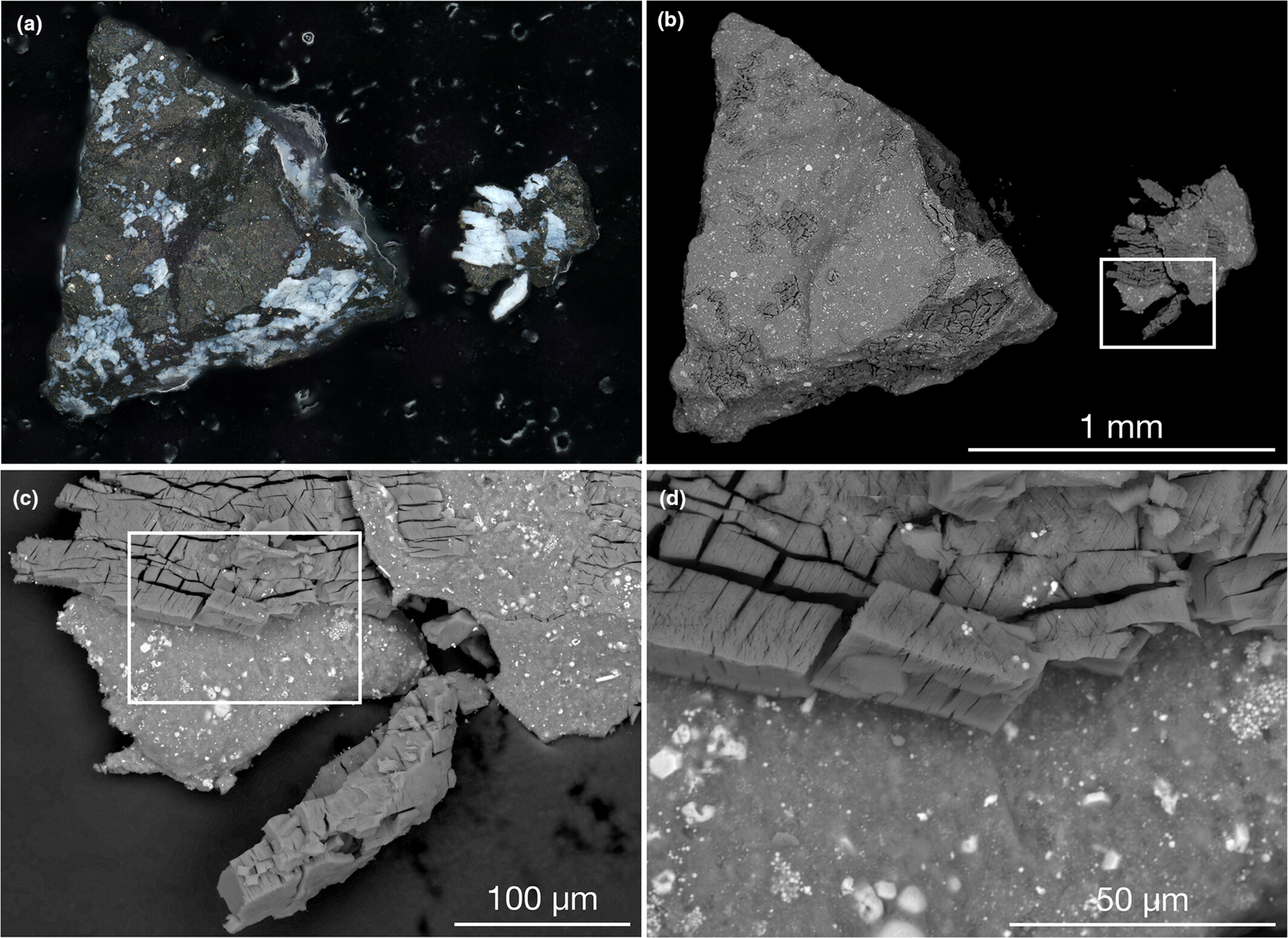
فوسفات في جسيم مُرقّط (OREX-803009-101). (أ) صورة مجهرية ضوئية مرئية لجسيم داكن بقشرة خارجية من مادة عالية الانعكاس. (ب-د) تُظهر صور المجهر الإلكتروني الماسح (SEM) مُكبَّرةً تدريجيًا لشظية من الجسيم انفصلت على طول عرق عالي الانعكاس، كاشفةً عن مادة تُشبه القشرة الخارجية، ذات ملمس متكتل وهش، وتتألف من الصوديوم (Na) والمغنيسيوم (Mg) والفوسفور (P).

نجحت مهمة أوسايرس-ريكس في إرجاع ما يقارب 120 غرامًا من المواد من بينو إلى الأرض في سبتمبر 2023. تتميز المادة المُعادة بظلامها الشديد في الغالب، مع قيم انعكاسية تتوافق مع ملاحظات سطح بينو، على الرغم من احتوائها على بعض الشوائب والجسيمات الأكثر سطوعًا. تمتد أحجام الجسيمات في العينة على نطاق واسع، من الغبار دون الميكروني إلى الصخور التي يبلغ طولها حوالي 3.5 سم. يُظهر التحليل المعدني أن العينة غنية بالمعادن المائية، وخاصةً السيليكات الغشائية الغنية بالمغنيسيوم، مما يؤكد توقعات بيانات الاستشعار عن بُعد. تشمل المكونات الرئيسية الأخرى المغنتيت والكبريتيدات والكربونات والمركبات العضوية. كان الاكتشاف غير المتوقع هو وجود معادن الفوسفات في بعض العينات، بما في ذلك الفوسفات الغني بالمغنيسيوم والصوديوم الموجود على شكل عروق وقشور في بعض الجسيمات.
يُشبه التركيب العنصري لعينات بينو إلى حد كبير تركيب نيازك كوندريت CI. ومع ذلك، تُظهر مادة بينو نسبًا نظيرية مميزة. يضع التركيب النظيري المتوسط للأكسجين بينو في نفس منطقة فضاء الأكسجين ثلاثي النظائر مع سي أي وكوندريتات من كويكب ريوغو، بالإضافة إلى عينات من كويكب ريوغو. محتوى الكربون في العينات (4.5-4.7%) أعلى من الموجود في النيازك المعروفة وعينات ريوغو. يشير وجود حبيبات ما قبل الشمس في العينات إلى أن بعض المواد ظلّ إلى حد كبير غير مُعالَج منذ تكوين النظام الشمسي. تم تعيين حبيبات ما قبل الشمس (حبيبات كانت موجودة قبل تكوّن الشمس) كربيد السيليكون والجرافيت، مع وفرة من 52+12
−10 ppm (جزء من المليون) و12+7
−5 ppm (جزء من المليون) على التوالي، على غرار عينات الكوندريت غير المسخنة.
تشير الأدلة إلى أن العينات جاءت من نوعين صخريين مختلفين على الأقل على سطح بينو. وقد تم تحديد ثلاثة أنواع رئيسية من الجسيمات: الجسيمات الناتئة، والزاوية، والمرقطة. تُظهر هذه الأنواع كثافات مميزة، حيث تتمتع الجسيمات الناتئة بأقل كثافة متوسطة (1.55±0.07 جم/سم3) بينما توصف  الجسيمات المرقطة بأعلى كثافة (1.77±0.04 جم/سم3). يُظهر التحليل الطيفي للعينات ميلًا أكثر احمرارًا تتراوح  طولة موجاته بين 0.4 و2.5 ميكرومتر مقارنةً بالطيف العالمي لبينو، مما قد يشير إلى اختلافات في حجم الجسيمات، أو ملمس السطح، أو التجوية الفضائية بين المادة المأخوذة من العينة وسطح الكويكب.
منذ 3 نوفمبر/تشرين الثاني 2023، يُعرض جزء من العينة في قاعة النيازك بالمتحف الوطني للتاريخ الطبيعي (واشنطن العاصمة). عُرض جزء آخر من العينة من قِبل وكالة ناسا في المؤتمر الدولي للملاحة الفضائية في ميلانو، إيطاليا، في الفترة من 14 إلى 18 أكتوبر 2024.
في يناير 2025، أُفيدَ بأنه تم تحديد مجموعة واسعة من المركبات العضوية الغنية بالكربون والنيتروجين في العينات المُسترجعة من بينو، بما في ذلك 14 من أصل 20 حمضًا أمينيًا تُشكِّل البروتينات في الكائنات الأرضية، بالإضافة إلى جميع القواعد النووية الخمس (الأدينين، والثايمين، والسيتوزين، والجوانين، واليوراسيل) التي تُعَدُّ اللبنات الأساسية للحمض النووي الريبوزي منقوص الأكسجين (DNA) والحمض النووي الريبوزي منقوص الأكسجين (RNA).

## اقرأ أيضا
- [[أوسايرس-ركس |أوزوريس-ركس]]
- آلية اقتناء تاجسام
- كوندريت CI

## روابط خارجية
- بينو 101955 في قاعدة بيانات مختبر الدفع النفاث لأجرام النظام الشمسي الصغيرة

- الاكتشاف · مخطط المدار ·  العناصر المدارية · المعلمات المادية